# إيفا أريكسون
إيفا أريكسون (بالسويدية: Eva Eriksson)‏ هي رسامة توضيحية وكاتِبة سويدية، ولدت في 1949 في هالمستاد في السويد.

## وصلات خارجية
- إيفا أريكسون على موقع IMDb (الإنجليزية)
- إيفا أريكسون على موقع ميوزك برينز (الإنجليزية)
- إيفا أريكسون على موقع قاعدة بيانات الأفلام السويدية (السويدية)
- إيفا أريكسون على موقع ديسكوغز (الإنجليزية)
- إيفا أريكسون على موقع قاعدة بيانات الفيلم (الإنجليزية)